# 北小川村
北小川村（きたおがわむら）は、長野県上水内郡にあった村。現在の小川村瀬戸川・稲丘にあたる。

## 地理
- 山：蕎麦粒山、飯縄山、高戸谷山

## 歴史
- 1889年（明治22年）4月1日 - 町村制の施行により、瀬戸川村・稲丘村の区域をもって発足。
- 1955年（昭和30年）4月1日 - 南小川村と合併して小川村が発足。同日北小川村廃止。